# Михайловский сельсовет (Тамбовская область)
Михайловский сельсовет — сельское поселение в Инжавинском районе Тамбовской области Российской Федерации.
Административный центр — село Михайловка.

## История
Статус и границы сельского поселения установлены Законом Тамбовской области от 17 сентября 2004 года № 232-З «Об установлении границ и определении места нахождения представительных органов муниципальных образований в Тамбовской области».

## Население
| 2010 | 2012 | 2013 | 2014 | 2015 | 2016 | 2017 |
| ---- | ---- | ---- | ---- | ---- | ---- | ---- |
| 745  | ↘714 | ↘666 | ↘650 | ↘626 | ↘617 | ↘589 |
| 2018 | 2019 | 2020 | 2021 |      |      |      |
| ↘574 | ↘555 | ↘553 | ↘521 |      |      |      |

## Состав сельского поселения
| № | Населённый пункт | Тип населённого пункта       | Население |
| - | ---------------- | ---------------------------- | --------- |
| 1 | Большие Липяги   | деревня                      | 5         |
| 2 | Леонтьевка       | село                         | ↘147      |
| 3 | Михайловка       | село, административный центр | 11        |
| 4 | Новолеонтьевка   | посёлок                      | 22        |
| 5 | Павловка         | село                         | ↘315      |
| 6 | Подъячево        | деревня                      | 8         |
| 7 | Покровка         | деревня                      | 17        |
| 8 | Романовка        | посёлок                      | ↘203      |
| 9 | Талики           | деревня                      | 17        |